# Балабаново-1
Балабаново-1 — микрорайон города Балабаново Боровского района Калужской области. До 2007 года являлся самостоятельной административно-территориальной единицей, военным городком.

## География
Микрорайон Балабаново-1 расположен на севере города, северо-востоке области, на востоке района. Ближайшие города: Балабаново (часть города), Боровск, Обнинск. На 2020 год числится три улицы: Ворошилова, Дзержинская и ГСК Автотурист. Высота над уровнем моря — 158 метров.

## История
Первые строения, в основном одно- и двухэтажные ДОС (Дом Офицерского Состава), предназначенные для проживания военнослужащих и казармы в г. Балабаново-1 появились в 1948 году.
В 1948 году из Прибалтики (г. Рига) на территорию будущего военного городка для организации нового воинского гарнизона был направлен 10-й зенитный прожекторный орденов Александра Невского и Красной Звезды полк.
В сжатые сроки на месте лесного массива были возведены служебные и жилые здания. Солдаты срочной службы жили в палатках и землянках. Офицерский состав вместе с семьями разместился на съёмных квартирах в близлежащих населённых пунктах: в Балабаново и Ермолино.
Спустя год были возведены первые три казармы и 4 жилых двухэтажных дома. В 1950-м году построена водонапорная башня и установлены водоразборные колонки. В июне 1951 года строительство приостановилось: полк был направлен в Северную Корею для выполнения специального правительственного задания. Только по прошествии двух лет полк вернулся в Балабаново.
В начале 1956 года 10-й зенитный прожекторный орденов Александра Невского и Красной Звезды полк был расформирован, ему на смену пришёл учебный центр военной Академии им. Дзержинского, а затем появились другие части.
В 1961 году был создан загородный учебный центр рядом с посёлком Балабаново Калужской области, в котором в условиях, приближённых к реальной эксплуатации, проводились практические занятия со слушателями академии РВСН (Ракетных Войск Стратегического Назначения). В учебном центре, кроме учебных ракет и технологического оборудования, были сооружены учебные стартовые позиции и музей РВСН.
В январе 1967 года был принят в эксплуатацию узел связи, после чего на боевое дежурство заступил ЗЦКП РВСН.
В 1967 году открыта средняя общеобразовательная школа № 2 г. Балабаново и детский сад № 7 «Василек».
В 1974 году открыт детский сад «Солнышко».
С 1979 года городок Балабаново-1 получил статус «закрытого».
Военный совет РВСН в 1981-82 гг. награждает войсковую часть 42335 переходящим Красным Знаменем как победителя соцсоревнования. За всю историю существования гарнизона здесь было воспитано немало военных специалистов для частей РВСН.
В 2004 году директивой Генерального штаба ВС РФ предписано создать в Балабаново-1 филиал музея РВСН.
С 2007 года Бaлaбaнoвo-1 (военный городок) официально стал частью муниципального образования «Город Балабаново». В муниципальную собственность приняты жилищный фонд, объекты благоустройства, водоснабжения, водоотведения, теплоснабжения и электроснабжения.